# Lwi most
Lwi most (bułg. Лъвов мост) – most w Bułgarii, w Sofii, nad Władajską reką.
Lwi most jest długości całkowitej 26 m i szerokości 18,1 m. Most stanowi skrzyżowanie bulwaru Marija Luiza z bulwarem Sliwnica. Most łączy Sofię Centralną i Centralny Dworzec Autobusowy. Znajduje się w rejestrze zabytków i stanowi symbol rejonu Serdika. W pobliżu znajduje się Lwi plac.
Wcześniej w tym miejscu znajdował się Pstrokaty most (bułg. Шареният мост). Lwi most został wybudowany w latach 1889–1891. Projektantem mostu był Wacław Proszek. Posiada elementy metalowe, które zostały wyprodukowane przez austriacką firmę Rudolph Philipp Waagner oraz elektryczne elementy zamontowane na początku XIX w. Budowa całego mostu kosztowała około 260 000 lewów. Od 1999 do 2007 roku lwy z brązu przedstawione były na rewersie banknotu 20 lewowym.